# Zoya Leporska
Zoya Leporska (19 giugno 1920 – Manhattan, 16 dicembre 1997) è stata una ballerina, coreografa e attrice russa naturalizzata statunitense.

## Biografia
Nata in Siberia e cresciuta in Cina, Zoya Leporska si trasferì negli Stati Uniti durante l'adolescenza e studiò danza a Seattle sotto la supervisione di George Balanchine, Adolph Bolm e Charles Weidman.
Iniziò la sua carriera come ballerina classica presso il San Francisco Ballet, ma trascorse la gran parte della propria carriera a Broadway, dove danzò in sette musical diversi nell'arco di quattro decenni. Fu assistente di Bob Fosse nella creazione delle coreografie dei musical Damn Yankees! e The Pajama Game.
Oltre a curare coreografie per Harold Prince, Shirley MacLaine e Gwen Verdon, la Leporska collaborò spesso con Frank Corsaro e la New York City Opera. Inoltre, fu la fondatrice della compagnia di danza Dancers Over 40.

## Filmografia
- Exterminator (The Exterminator), regia di James Glickenhaus (1980)
- I falchi della notte (Nighthawks), regia di Bruce Malmuth (1981)